# Ketty Albertini
Pour les articles homonymes, voir Albertini.
Marie Dominique Xavière Léonie Catherine Albertini, dite Ketty Albertini, née le 5 août 1926 à Bastia (Corse) et morte le 20 juin 1986 à Paris, est une actrice française reconvertie dans le journalisme.

## Biographie
Elle fut mariée au comédien René Arrieu entre 1949 et 1960.
Elle repose au cimetière de son village, Venzolasca di Casinca.

## Théâtre
- 1941 : La Tempête, de William Shakespeare, mise en scène de Raymond Faure, Théâtre de l'Œuvre - Rôle: Ariel
- 1947 (10 octobre) : Le Procès de Franz Kafka, adaptation d'André Gide, mise en scène d'André Gide et Jean-Louis Barrault, Compagnie Renaud-Barrault, Théâtre Marigny : Une des trois petites filles
- 1948 : La Femme de Tobie, comédie de Paul Haurigot, mise en scène de Jean-Jacques Bourgois, Théâtre de l'Humour
- 1950 (8 octobre) : Les Gueux au Paradis de Gaston Marie Martens, mise en scène de Maurice Jacquemont, Théâtre de la Porte-Saint-Martin : La vierge
- 1951 : La P'tite Lily de Marcel Achard, comédie musicale  à l'A.B.C.
- 1951 (décembre) : Les Trois Mousquetaires d'Alexandre Dumas et Auguste Maquet, mise en scène de Jean-Pierre Grenier, Théâtre de la Porte-Saint-Martin[2]
- 1956 (17 septembre) : Le Square de Marguerite Duras (création), mise en scène Claude Martin, Studio des Champs-Élysées - Rôle : Elle
- 1957 (septembre) : Bircotte dans la nuit de Claude Spaak, mise en scène J.G. Chauffetaux, Théâtre en rond de Paris

## Filmographie (incomplète)
- 1944 : Falbalas de Jacques Becker - Une arpète
- 1949 : Au royaume des cieux de Julien Duvivier - Paulette

## Photos

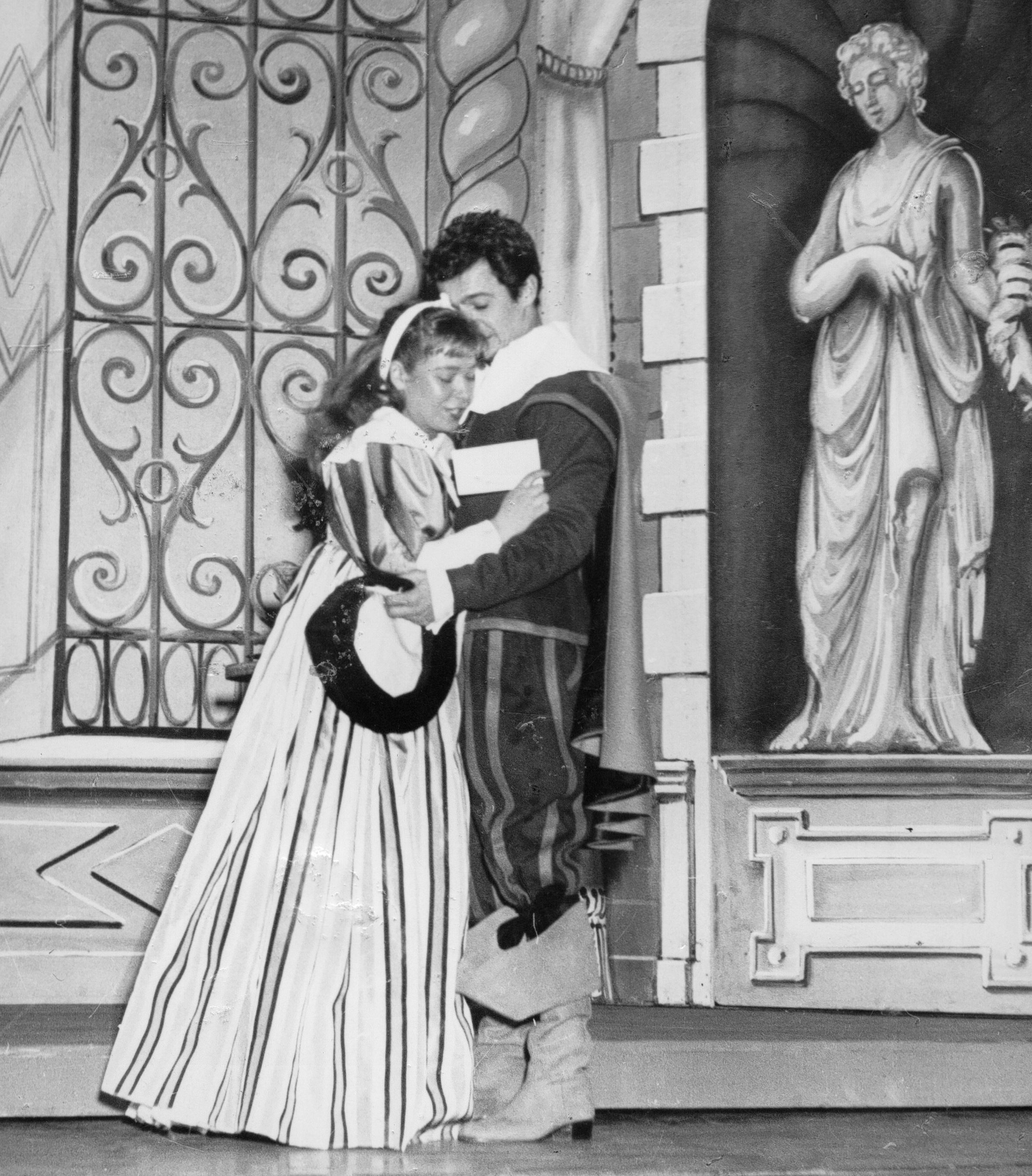
Ketty Albertini et Serge Reggiani dans Les Trois Mousquetaires au théâtre de la Porte Saint-Martin, décembre 1951.